# یواس‌اس بتی ام. ۲ (اس‌پی-۶۲۳)
یواس‌اس بتی ام. ۲ (اس‌پی-۶۲۳) (به انگلیسی: USS Betty M. II (SP-623)) یک کشتی بود که طول آن ۶۰ فوت (۱۸ متر) بود. این کشتی در سال ۱۹۱۶ ساخته شد.